# Dragutin Rafaj
Dragutin Rafaj zvani Rok (Budišćina, pokraj Zlatara, 29. ožujka 1920. - Zabok, 2000.), bio je sudionik narodnooslobodilačke borbe, djelatnik Ozne i dužnosnik Udbe, visoki partijski i politički dužnosnik , te sudac Ustavnog suda SR Hrvatske. 

## Djetinjstvo i mladost
Rođen je u mjestu Budišćina, pokraj Zlatara, 29. ožujka 1920., u obitelji Gabrijela i Ane Rafaj. Otac mu je bio odvjetnik, a majka financijska službenica, te su u doba Kraljevine Jugoslavije pripadali dobrostojećoj građanskoj obitelji.  

## Drugi svjetski rat
Kao mladić, Rafaj je 1940., ponesen revolucionarnim idejama ilegalnog komunističkog pokreta, postao članom KPJ. 
Nakon izbijanja Drugoga svjetskog rata, okupacijom Jugoslavije i uspostavom NDH, priključuje se odmah po ustanku narodnooslobodilačkoj borbi, te sudjeluje na bojištima u sjevernozapadnoj i središnjoj Hrvatskoj. Nakon osnutka Ozne, 1944., imenovan je njezinim djelatnikom, te je kraj rata, u svibnju 1945., dočekao u službi kapetana III. odsjeka Ozne Desetog zagrebačkog korpusa, u sastavu Treće JA. Upravo za to razdoblje vezuju se kontroverze, naime sumnjičilo ga se, da je kao djelatnik Ozne, nakon ulaska jedinica u Zagreb, tijekom svibnja i lipnja 1945., sudjelovao u odvođenju i ubijanju bolesnika i ranjenika, mahom pripadnika poražene njemačke vojake, i dr. vojski, te vojske NDH, koji su odvedeni i ubijani u jami Jazovka, pokraj Sošica, na Žumberku. 

## Karijera u socijalističkoj Jugoslaviji
Nakon završetka rata, od 1945. do 1946., bio je načelnik II.odsjeka Ozne za Varaždin i član Okružnog komiteta KPH Varaždin, da bi potom, od 1946. do 1950. radio u Udbi. U tom razdoblju završava pravni studij na beogradskom Sveučilištu, da bi nakon reorganizacije resora sigurnosnih i obavještajnih službi u socijalističkoj Jugoslaviji, kao školovani kadar bio dodijeljen saveznom Ministarstvu vanjskih poslova, u novoformirani SID, kao zamjenik načelnika diplomatske obavještajne službe, gdje ostaje do 1968., kada je imenovan direktorom Saveznog zavoda za međunarodnu tehničku kulturu, u Beogradu. 
Nakon tog razdoblja, imenovan je na dužnost predsjednika Društveno - političkog vijeća Sabora SR Hrvatske, da bi od 1978. do 1990., bio sudac Ustavnog suda SRH, a od 1984. do odlaska u mirovinu, 1990., bio je na dužnosti predsjednika Ustavnog suda SRH. 

## Odlazak iz društvenog života i smrt
Umro je u Zaboku, 2000., u osamdesetoj godini života.